# Fanovana-newtonia
De  Fanovana-newtonia (Newtonia fanovanae)  is een endemische vogelsoort  uit de familie vanga's (Vangidae), een familie  van zangvogels die alleen op Madagaskar voorkomt.

## Beschrijving
De Fanovana-newtonia lijkt meer op een vliegenvanger dan op een vanga. Het is een 12 cm grote insectenetende vogel, bruin gekleurd op de rug en bleekwit van onder. Hij onderscheidt zich van de andere Newtonia's door de duidelijk rode staart.

## Verspreiding en leefgebied
De vogel was voor de wetenschap alleen bekend door een in 1931 verzameld exemplaar in het middenoostelijk deel van Madagaskar bij de plaats Fanovana. Tussen 1989 en 2005 werd de vogel opnieuw ontdekt in de nationale parken Andohahela en Zahamena en de reservaten Ambatovaky en Tsitongambarika. Het is een vogel van vochtig, groenblijvend regenbos met grote bomen. 

## Status
Dit type leefgebied wordt bedreigd door houtkap en andere vormen van ontbossing ten behoeve van de landbouw en voedselvoorziening voor een steeds groeiende bevolking. Daarom staat staat de Fanovana-newtonia als kwetsbaar op de internationale Rode Lijst van de IUCN.